# Weisiopsis norrisii
Weisiopsis norrisii là một loài Rêu trong họ Pottiaceae. Loài này được (R.H. Zander) R.H. Zander miêu tả khoa học đầu tiên năm 1993.